# Epsilon manifestum
Epsilon manifestum är en stekelart som först beskrevs av Smith 1858.  Epsilon manifestum ingår i släktet Epsilon och familjen Eumenidae. Utöver nominatformen finns också underarten E. m. crassipunctatum.